# سیلوانو کونتینی
سیلوانو کونتینی (ایتالیایی: Silvano Contini؛ زادهٔ ۱۵ ژانویهٔ ۱۹۵۸) دوچرخه‌سوار اهل ایتالیا است.

## باشگاهی
از باشگاه‌هایی که در آن رکاب زده‌است می‌توان به تیم دوچرخه‌سواری بیانکی اشاره کرد.